# Mniobryum aptychoides
Mniobryum aptychoides är en bladmossart som beskrevs av Brotherus 1903. Mniobryum aptychoides ingår i släktet Mniobryum och familjen Bryaceae. Inga underarter finns listade i Catalogue of Life.